# Спирино (Вологодский район)
Спирино — деревня в Вологодском районе Вологодской области на реке Шолда.
Входит в состав Лесковского сельского поселения, с точки зрения административно-территориального деления — в Лесковский сельсовет.
Расстояние по автодороге до районного центра Вологды — 22 км, до центра муниципального образования Лесково — 7 км. Ближайшие населённые пункты — Дорково, Ермаково, Скорбежево, Прокунино, Макарово, Кубаево.
По данным переписи в 2002 году постоянного населения не было.